# Krzysztof Derdowski
Krzysztof Derdowski (ur. w 1957 w Bydgoszczy, zm. 17 sierpnia 2017 w Pradze) – polski pisarz, dziennikarz, krytyk literacki, autor sztuk teatralnych, wydawca. Członek Stowarzyszenia Pisarzy Polskich (SPP) oraz Stowarzyszenia Dziennikarzy Polskich (SDP). Pochowany na Cmentarzu Starofarnym w Bydgoszczy.

## Życiorys
Ukończył II Liceum Ogólnokształcące w Bydgoszczy, a następnie studia magisterskie na kierunku Filologia Polska na Wyższej Szkole Pedagogicznej w Bydgoszczy. Po studiach pracował jako nauczyciel polonista. Następnie zajął się dziennikarstwem i krytyką literacką oraz twórczością prozatorską i poetycką. W latach 1992–1993 pełnił funkcję rzecznika wojewody bydgoskiego Włodzisława Gizińskiego, w latach 1997–1998 dyrektora gabinetu wojewody bydgoskiego Krzysztofa Sidorkiewicza, w 2006 – doradcy wojewody kujawsko-pomorskiego Józefa Ramlaua. Następnie, po odwołaniu J. Ramlaua w 2006 był kandydatem na nowego wojewodę kujawsko-pomorskiego. W latach 1995–1998 kierował Fundacją Rozwoju Demokracji Lokalnej w Bydgoszczy.

## Działalność literacka
Autor tomików wierszy: Czasowo nie ma wieczności, Cienie i postacie; powieści i zbiorów opowiadań: Znikanie, Chłód, Naga, Robal, Papuga, Wstyd, Plac Wolności oraz sztuk teatralnych, które prezentowane były podczas prób czytanych z udziałem publiczności w: Teatrze im. Juliusza Słowackiego w Krakowie, Teatrze Współczesnym we Wrocławiu, Teatrze Nowym w Poznaniu. Miesięcznik Dialog opublikował jego scenariusz filmowy Pionek oraz dwie jednoaktówki Rzecznik i W Szwecji (wydane następnie w zbiorze Zawsze). Artykuły, felietony, recenzje, wiersze i opowiadania Derdowskiego zamieszczane były w: Twórczości, Odrze, Toposie, Poezji, kwartalniku literacko-artystycznym Fraza, Kwartalniku Artystycznym, Nurcie i Dekadzie Literackiej. Pisał między innymi o twórczości: Ryszarda Kapuścińskiego, Ireneusza Iredyńskiego, Janusza Żernickiego, Kazimierza Hoffmana, Wisławy Szymborskiej, Zdzisława Polsakiewicza. Ma w swoim dorobku również książki krytyczno-literackie: był redaktorem wyboru esejów o twórczości Stanisława Czerniaka – Antropologia podmiotu lirycznego oraz autorem monografii twórczości Stanisława Czerniaka, która ukazała się w listopadzie 2013 – Mistyka, zwierzęta i koany. W 2015 roku opublikował eseistyczną książkę o twórczości Marka Kazimierza Siwca Kto w wielkiej gonitwie życia... Promocja istotnej części twórczości Derdowskiego odbywała się także w bydgoskim niezależnym centrum kultury – Galerii Autorskiej Jana Kaji i Jacka Solińskiego, której Derdowski był stałym bywalcem.

## Dziennikarstwo i publicystyka
Był ostatnim redaktorem naczelnym Ilustrowanego Kuriera Polskiego (IKP) w latach 2000–2003 oraz redaktorem naczelnym Bydgoskiego Informatora Kulturalnego (BIK) w latach 2009–2011. Od 2006 do 2017 współpracował z dwutygodnikiem Wolna Droga, gdzie opublikował ponad 200 felietonów. Od 2011 współpracował jako reporter z portalem informacyjnym Bydgoszcz24, a od 2016 Tygodnika Bydgoskiego. Współpracował również z: Toposem, Kwartalnikiem Artystycznym, Galerią Autorską, Wyspą i Salonem Kultury Polskiej. Zajmował się także dziennikarstwem śledczym – był autorem m.in. cyklu artykułów ujawniających:
- Dochodzenie krakowskiej prokuratury w sprawie wyłudzeń i nadużyć finansowych Olgi Marcinkiewicz w Krakowskiej Galerii Turleja (zajmującej tam stanowisko Dyrektor ds. artystycznych w latach 2005–2007) – w momencie opublikowania w 2012 przez Derdowskiego informacji o postępowaniu prokuratury w sprawie Olgi Marcinkiewicz piastowała ona funkcję w-ce dyrektor Miejskiego Centrum Kultury w Bydgoszczy (śledztwo dziennikarskie zakończyło się usunięciem jej ze stanowiska)[21][22][23][24][25][26][27].
- Proces angażowania w bydgoskich instytucjach kultury oraz przy Bydgoskim Kongresie Kultury osób z prawomocnymi wyrokami sadowymi za nadużycia finansowe bądź przywłaszczenia związane z ich wcześniejszym zatrudnieniem w tej samej branży, usuwanych z poprzednich placówek na skutek wyników kontroli finansowej oraz z zarzutami prokuratorskimi (m.in. Karol Zamojski i Olga Marcinkiewicz)[25][26][28][29].
- Podawanie fałszywych informacji w oświadczeniach majątkowych (zaniżanie własnego stanu majątkowego) w latach 2009–2011 przez dyrektor Miejskiego Centrum Kultury w Bydgoszczy – Marzenę Matowską, oraz opieszałość urzędów odpowiedzialnych za egzekwowanie wiarygodności i terminowości składanych oświadczeń majątkowych, wynikające m.in. z przepisów Kodeksu Karnego (Urząd Miasta Bydgoszczy oraz Urząd Marszałkowski woj. Kujawsko-Pomorskiego)[30][31][32][33][34].

## Nagrody i wyróżnienia
Otrzymał nagrody literackie i poetyckie: Czerwonej Róży (wyróżnienie w 1983), Bez woalu, trzykrotnie Strzałę Łuczniczki za najlepszą bydgoską książkę roku za powieści: Chłód (2003), Wstyd (2012) i Plac Wolności (2016) oraz Medal Jerzego Sulimy-Kamińskiego, a także Nagrodę Literacką im. Ryszarda Milczewskiego–Bruna.